# Ignacy Chodźko
Ignacy Chodźko, född 29 september 1794, död 1 augusti 1861, var en polsk författare.
Chodźko gav i Litauiska bilder (1840-50) och Litauiska sägner (1852-60) livfulla skildringar från sin hembygd i lugn och enkel berättarstil.